# Chris Noth

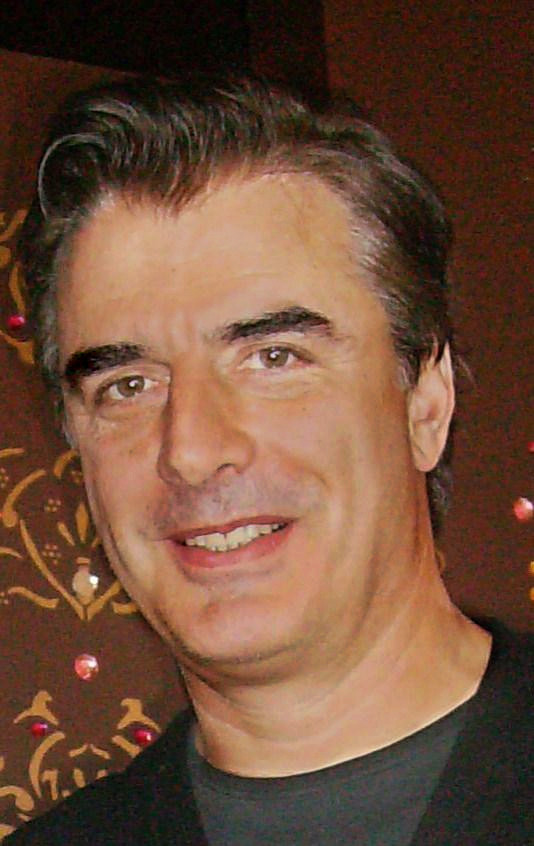
Chris Noth (2008)

Christopher David „Chris“ Noth (* 13. November 1954 in Madison, Wisconsin) ist ein US-amerikanischer Schauspieler. Er ist vor allem durch seine Rolle als Detective Mike Logan in den Serien Law & Order und Criminal Intent – Verbrechen im Visier sowie als „Mr. Big“ in der Fernsehserie Sex and the City bekannt.

## Leben
Nachdem Chris Noths Vater, der Versicherungsvertreter Charles Noth, früh verstorben war, reiste er mit seiner Mutter Jeanne Parr, einer CBS-Europa-Korrespondentin, durch Europa und lebte unter anderem in Großbritannien, Jugoslawien und Spanien. Nach seinem Abschluss am Marlboro College in Vermont erhielt er einen Master of Fine Arts von der Yale School of Drama.
Noth ist Mitbesitzer des New Yorker Restaurants und Musikclubs The Cutting Room sowie des Nachtclubs The Plumm. Darüber hinaus hält er Beteiligungen an weiteren Clubs in den Vereinigten Staaten und Kanada.
In den 1990ern war Noth mit dem Model und Schauspielerin Beverly Johnson zusammen. Am 6. April 2012 heiratete er seine langjährige Partnerin, die kanadische Schauspielerin Tara Lynn Wilson. Sie arbeitete im The Cutting Room, als sie sich kennenlernten. Am 18. Januar 2008 wurde der gemeinsame Sohn geboren.

## Karriere
Nach mehreren kleineren Rollen spielte er 1988 eine erste Hauptrolle in dem Film Jakarta. Seinen Durchbruch brachte 1990 die Fernsehserie Law & Order, in der er zur ersten Besetzung gehörte. Durch den Wunsch nach künstlerischer Veränderung verließ er 1995 die Serie. 1998 nahm Noth seine Rolle in dem Fernsehfilm Strafversetzt – Mord in Manhattan wieder auf. Noth arbeitete am Drehbuch mit und trug dazu bei, dass die von ihm gespielte Figur Detective Mike Logan im Zentrum des Filmes stand.
Ab 1998 übernahm er die Rolle des beziehungsresistenten John James „Mr. Big“ Preston in der erfolgreichen Serie Sex and the City. 2000 wurde er für den Golden Globe als Bester Nebendarsteller in einer Serie nominiert. Er wirkte in allen sechs Staffeln der Serie mit, übernahm in der Zwischenzeit aber auch kleinere Filmrollen, etwa die Rolle von Helen Hunts neuem Ehemann in Cast Away – Verschollen und eine Rolle in der Komödie The Perfect Man aus dem Jahr 2005. Auch arbeitete er am Broadway.
Ab 2006 nahm er seine Rolle als Mike Logan im Law & Order-Ableger Criminal Intent – Verbrechen im Visier für die Staffeln 5 bis 7 wieder auf. Dann stieg er aus, da man nicht bereit war, Noth eine höhere Gage zu zahlen. 2008 und 2010 war Noth im ersten und zweiten Sex-and-the-City-Film zu sehen.
Von 2009 bis 2016 spielte er in Good Wife neben Julianna Margulies den untreuen Politiker Peter Florrick. Die Rolle brachte ihm 2011 eine Golden-Globe-Nominierung als bester Nebendarsteller ein.

## Filmografie (Auswahl)
- 1981: Die Chaotenkneipe (Waitress!)
- 1986: Polizeirevier Hill Street (Hill Street Blues, Fernsehserie, 3 Folgen)
- 1987: Baby Boom – Eine schöne Bescherung (Baby Boom)
- 1988: Jakarta
- 1990–1995: Law & Order (Fernsehserie, 111 Folgen)
- 1996: Born Free – Frei geboren (Born Free: A New Adventure, Fernsehfilm)
- 1998: Strafversetzt – Mord in Manhattan (Exiled – A Law & Order Movie, Fernsehfilm)
- 1998–2004: Sex and the City (Fernsehserie, 41 Folgen)
- 1999: Texas Story (A Texas Funeral)
- 2000: Cast Away – Verschollen (Cast Away)
- 2001: Double Trouble – Ein Cop auf Abwegen (Double Whammy)
- 2001: Crossing Jordan – Pathologin mit Profil (Crossing Jordan, Fernsehserie, 2 Folgen)
- 2001: The Glass House
- 2002: Julius Caesar
- 2004: Bad Apple (Fernsehfilm)
- 2005: The Perfect Man
- 2005–2008: Criminal Intent – Verbrechen im Visier (Law & Order: Criminal Intent, Fernsehserie, 36 Folgen)
- 2008: Sex and the City – Der Film (Sex and the City: The Movie)
- 2008: My One and Only
- 2009–2016: Good Wife (The Good Wife, Fernsehserie, 101 Folgen)
- 2010: Sex and the City 2
- 2012: 3, 2, 1... Frankie Go Boom
- 2012: Titanic – Blood and Steel (Fernsehserie, 6 Folgen)
- 2012: Der Mohnblumenberg (Stimme von Akio Kazama)
- 2013: Lovelace
- 2014: Elsa & Fred
- 2015: After the Ball
- 2016: White Girl
- 2016: Tyrant (Fernsehserie, 10 Folgen)
- 2017: Manhunt (Fernsehserie, 7 Folgen)
- 2017: Gone (Fernsehserie, 12 Folgen)
- 2018, 2021: Doctor Who (Fernsehserie, Folgen 11x04, 12x11)
- 2021: And Just Like That … (Fernsehserie, 1 Folge)
- 2021–2022: The Equalizer – Schutzengel in New York (The Equalizer, Fernsehserie)